# Dôn
Dôn (/doːn/) és una figura ancestral en la mitologia i la literatura gal·lesa. Normalment apareix com a mare d'un grup conegut com «Els fills de Dôn»; Gwydion, Eufydd fab Dôn, Gilfaethwy, Amaethon, Gofannon i Arianrhod. No obstant això, no té un paper directe en les històries de Les quatre branques del Mabinogi, tot i que molts dels personatges d'aquest cicle estan connectats a ella.
Patrick K. Ford afirma que és equivalent a la deessa irlandesa Danu i a aquesta deïtat femenina gala el nom del qual es conserva en el del riu Danubi (Donau). La paraula probablement deriva d'una arrel celta o proto-celta *Dānu, que significa «riu, aigua corrent». Tanmateix, els antiquaris de l'Edat moderna, generalment consideraven Dôn una figura masculina.

## Els fills de Dôn
Dôn, filla de Mathonwy, era la matriarca d'una família. El seu marit mai es designa específicament.
|                    |                    |                    |                    |                    |                    |  |  |                   |                   |                   |                   |                   |                   |     |     |                    |                    |                    |                    |                    |                    |  |  |          |          |          |          | Mathonwy |          |  |  |          |          |                               |                               |                               |                               |                               |                               |                   |                   |                   |                   |                   |                   |  |  |                              |                              |                              |                              |                              |                              |  |  |                           |                           |                           |                           |                           |                           |  |  |  |  |  |  |  |  |  |  |  |  |  |  |  |  |  |  |  |  |  |  |  |  |  |  |
|                    |                    |                    |                    |                    |                    |  |  |                   |                   |                   |                   |                   |                   |     |     |                    |                    |                    |                    |                    |                    |  |  |          |          |          |          |          |          |  |  |          |          |                               |                               |                               |                               |                               |                               |                   |                   |                   |                   |                   |                   |  |  |                              |                              |                              |                              |                              |                              |  |  |                           |                           |                           |                           |                           |                           |  |  |  |  |  |  |  |  |  |  |  |  |  |  |  |  |  |  |  |  |  |  |  |  |  |  |
|                    |                    |                    |                    |                    |                    |  |  |                   |                   |                   |                   |                   |                   |     |     |                    |                    |                    |                    |                    |                    |  |  |          |          |          |          |          |          |  |  |          |          |                               |                               |                               |                               |                               |                               |                   |                   |                   |                   |                   |                   |  |  |                              |                              |                              |                              |                              |                              |  |  |                           |                           |                           |                           |                           |                           |  |  |  |  |  |  |  |  |  |  |  |  |  |  |  |  |  |  |  |  |  |  |  |  |  |  |
|                    |                    |                    |                    |                    |                    |  |  |                   |                   |                   |                   | Dôn               | Dôn               | Dôn | Dôn | Dôn                | Dôn                |                    |                    |                    |                    |  |  |          |          |          |          |          |          |  |  |          |          |                               |                               |                               |                               |                               |                               | Math fab Mathonwy | Math fab Mathonwy | Math fab Mathonwy | Math fab Mathonwy | Math fab Mathonwy | Math fab Mathonwy |  |  | Goewin                       | Goewin                       | Goewin                       | Goewin                       | Goewin                       | Goewin                       |  |  |                           |                           |                           |                           |                           |                           |  |  |  |  |  |  |  |  |  |  |  |  |  |  |  |  |  |  |  |  |  |  |  |  |  |  |
|                    |                    |                    |                    |                    |                    |  |  |                   |                   |                   |                   | Dôn               | Dôn               | Dôn | Dôn | Dôn                | Dôn                |                    |                    |                    |                    |  |  |          |          |          |          |          |          |  |  |          |          |                               |                               |                               |                               |                               |                               | Math fab Mathonwy | Math fab Mathonwy | Math fab Mathonwy | Math fab Mathonwy | Math fab Mathonwy | Math fab Mathonwy |  |  | Goewin                       | Goewin                       | Goewin                       | Goewin                       | Goewin                       | Goewin                       |  |  |                           |                           |                           |                           |                           |                           |  |  |  |  |  |  |  |  |  |  |  |  |  |  |  |  |  |  |  |  |  |  |  |  |  |  |
|                    |                    |                    |                    |                    |                    |  |  |                   |                   |                   |                   |                   |                   |     |     |                    |                    |                    |                    |                    |                    |  |  |          |          |          |          |          |          |  |  |          |          |                               |                               |                               |                               |                               |                               |                   |                   |                   |                   |                   |                   |  |  |                              |                              |                              |                              |                              |                              |  |  |                           |                           |                           |                           |                           |                           |  |  |  |  |  |  |  |  |  |  |  |  |  |  |  |  |  |  |  |  |  |  |  |  |  |  |
|                    |                    |                    |                    |                    |                    |  |  |                   |                   |                   |                   |                   |                   |     |     |                    |                    |                    |                    |                    |                    |  |  |          |          |          |          |          |          |  |  |          |          |                               |                               |                               |                               |                               |                               |                   |                   |                   |                   |                   |                   |  |  |                              |                              |                              |                              |                              |                              |  |  |                           |                           |                           |                           |                           |                           |  |  |  |  |  |  |  |  |  |  |  |  |  |  |  |  |  |  |  |  |  |  |  |  |  |  |
| Gwydion            | Gwydion            | Gwydion            | Gwydion            | Gwydion            | Gwydion            |  |  | Eufydd fab Dôn    | Eufydd fab Dôn    | Eufydd fab Dôn    | Eufydd fab Dôn    | Eufydd fab Dôn    | Eufydd fab Dôn    |     |     | Gilfaethwy         | Gilfaethwy         | Gilfaethwy         | Gilfaethwy         | Gilfaethwy         | Gilfaethwy         |  |  | Amaethon | Amaethon | Amaethon | Amaethon | Amaethon | Amaethon |  |  | Gofannon | Gofannon | Gofannon                      | Gofannon                      | Gofannon                      | Gofannon                      |                               |                               | Arianrhod         | Arianrhod         | Arianrhod         | Arianrhod         | Arianrhod         | Arianrhod         |  |  |                              |                              |                              |                              |                              |                              |  |  |                           |                           |                           |                           |                           |                           |  |  |  |  |  |  |  |  |  |  |  |  |  |  |  |  |  |  |  |  |  |  |  |  |  |  |
| Gwydion            | Gwydion            | Gwydion            | Gwydion            | Gwydion            | Gwydion            |  |  | Eufydd fab Dôn    | Eufydd fab Dôn    | Eufydd fab Dôn    | Eufydd fab Dôn    | Eufydd fab Dôn    | Eufydd fab Dôn    |     |     | Gilfaethwy         | Gilfaethwy         | Gilfaethwy         | Gilfaethwy         | Gilfaethwy         | Gilfaethwy         |  |  | Amaethon | Amaethon | Amaethon | Amaethon | Amaethon | Amaethon |  |  | Gofannon | Gofannon | Gofannon                      | Gofannon                      | Gofannon                      | Gofannon                      |                               |                               | Arianrhod         | Arianrhod         | Arianrhod         | Arianrhod         | Arianrhod         | Arianrhod         |  |  |                              |                              |                              |                              |                              |                              |  |  |                           |                           |                           |                           |                           |                           |  |  |  |  |  |  |  |  |  |  |  |  |  |  |  |  |  |  |  |  |  |  |  |  |  |  |
|                    |                    |                    |                    |                    |                    |  |  |                   |                   |                   |                   |                   |                   |     |     |                    |                    |                    |                    |                    |                    |  |  |          |          |          |          |          |          |  |  |          |          |                               |                               |                               |                               |                               |                               |                   |                   |                   |                   |                   |                   |  |  |                              |                              |                              |                              |                              |                              |  |  |                           |                           |                           |                           |                           |                           |  |  |  |  |  |  |  |  |  |  |  |  |  |  |  |  |  |  |  |  |  |  |  |  |  |  |
|                    |                    |                    |                    |                    |                    |  |  |                   |                   |                   |                   |                   |                   |     |     |                    |                    |                    |                    |                    |                    |  |  |          |          |          |          |          |          |  |  |          |          |                               |                               |                               |                               |                               |                               |                   |                   |                   |                   |                   |                   |  |  |                              |                              |                              |                              |                              |                              |  |  |                           |                           |                           |                           |                           |                           |  |  |  |  |  |  |  |  |  |  |  |  |  |  |  |  |  |  |  |  |  |  |  |  |  |  |
|                    |                    |                    |                    |                    |                    |  |  |                   |                   |                   |                   |                   |                   |     |     |                    |                    |                    |                    |                    |                    |  |  |          |          |          |          |          |          |  |  |          |          |                               |                               |                               |                               |                               |                               |                   |                   |                   |                   |                   |                   |  |  |                              |                              |                              |                              |                              |                              |  |  |                           |                           |                           |                           |                           |                           |  |  |  |  |  |  |  |  |  |  |  |  |  |  |  |  |  |  |  |  |  |  |  |  |  |  |
| Hyddwn «cervatell» | Hyddwn «cervatell» | Hyddwn «cervatell» | Hyddwn «cervatell» | Hyddwn «cervatell» | Hyddwn «cervatell» |  |  | Hychtwn «porquet» | Hychtwn «porquet» | Hychtwn «porquet» | Hychtwn «porquet» | Hychtwn «porquet» | Hychtwn «porquet» |     |     | Bleiddwn «llobató» | Bleiddwn «llobató» | Bleiddwn «llobató» | Bleiddwn «llobató» | Bleiddwn «llobató» | Bleiddwn «llobató» |  |  |          |          |          |          |          |          |  |  |          |          | Dylan ail Don «fill de l'ona» | Dylan ail Don «fill de l'ona» | Dylan ail Don «fill de l'ona» | Dylan ail Don «fill de l'ona» | Dylan ail Don «fill de l'ona» | Dylan ail Don «fill de l'ona» |                   |                   |                   |                   |                   |                   |  |  | Lleu Llaw Gyffes «mà ràpida» | Lleu Llaw Gyffes «mà ràpida» | Lleu Llaw Gyffes «mà ràpida» | Lleu Llaw Gyffes «mà ràpida» | Lleu Llaw Gyffes «mà ràpida» | Lleu Llaw Gyffes «mà ràpida» |  |  | Blodeuwedd «cara de flor» | Blodeuwedd «cara de flor» | Blodeuwedd «cara de flor» | Blodeuwedd «cara de flor» | Blodeuwedd «cara de flor» | Blodeuwedd «cara de flor» |  |  |  |  |  |  |  |  |  |  |  |  |  |  |  |  |  |  |  |  |  |  |  |  |  |  |
| Hyddwn «cervatell» | Hyddwn «cervatell» | Hyddwn «cervatell» | Hyddwn «cervatell» | Hyddwn «cervatell» | Hyddwn «cervatell» |  |  | Hychtwn «porquet» | Hychtwn «porquet» | Hychtwn «porquet» | Hychtwn «porquet» | Hychtwn «porquet» | Hychtwn «porquet» |     |     | Bleiddwn «llobató» | Bleiddwn «llobató» | Bleiddwn «llobató» | Bleiddwn «llobató» | Bleiddwn «llobató» | Bleiddwn «llobató» |  |  |          |          |          |          |          |          |  |  |          |          | Dylan ail Don «fill de l'ona» | Dylan ail Don «fill de l'ona» | Dylan ail Don «fill de l'ona» | Dylan ail Don «fill de l'ona» | Dylan ail Don «fill de l'ona» | Dylan ail Don «fill de l'ona» |                   |                   |                   |                   |                   |                   |  |  | Lleu Llaw Gyffes «mà ràpida» | Lleu Llaw Gyffes «mà ràpida» | Lleu Llaw Gyffes «mà ràpida» | Lleu Llaw Gyffes «mà ràpida» | Lleu Llaw Gyffes «mà ràpida» | Lleu Llaw Gyffes «mà ràpida» |  |  | Blodeuwedd «cara de flor» | Blodeuwedd «cara de flor» | Blodeuwedd «cara de flor» | Blodeuwedd «cara de flor» | Blodeuwedd «cara de flor» | Blodeuwedd «cara de flor» |  |  |  |  |  |  |  |  |  |  |  |  |  |  |  |  |  |  |  |  |  |  |  |  |  |  |

## En astronomia
Llys Dôn (literalment, «La Cort de Dôn») és el nom tradicional gal·lès de la constel·lació de Cassiopeia. Almenys dos dels fills de Dôn també tenen associacions astronòmiques: Caer Gwydion (La fortalesa de Gwydion) és el nom gal·lès tradicional per a la Via Làctia, i Caer Arianrhod (La fortalesa d'Arianrhod) és la constel·lació de la Corona Boreal.